# Stenophylax sipahilerae
Stenophylax sipahilerae là một loài Trichoptera trong họ Limnephilidae. Chúng phân bố ở miền Cổ bắc.